# Minyriolus
Minyriolus és un gènere d'aranyes araneomorfes de la subfamília Erigoninae, dins de la família Linyphiidae. Es poden trobar a la zona paleàrtica.
Fou descrit per primera vegada per Eugène Louis Simon l'any 1884.

## Llista d'espècies
Segons The World Spider Catalog 12.0:
- Minyriolus australis Simon, 1902 – Argentina
- Minyriolus medusa (Simon, 1881) – Europa
- Minyriolus phaulobius (Thorell, 1875) – Itàlia
- Minyriolus pusillus (Wider, 1834) (Espècie tipus) – Europa